# Djursten
Djursten är en svensk fyrplats belägen vid Västerbyn på västra sidan av Gräsö i Roslagens norra skärgård. Fyren blev statligt byggnadsminne den 25 januari 1935.
Närmaste större samhälle är Öregrund. 

## Historia
Platsen har haft fyr sedan 1767, och är därmed en av de äldre svenska fyrplatserna. Det första fyrtornet som byggdes och vägledde sjöfarare i Öregrundsgrepen var ett torn av sten som i toppen bar en koleld i en järngryta. Den fyren fick ge vika åt ett nytt torn som byggdes 1839, och som fortfarande står på platsen. Den nuvarande fyren var först utrustad med rovoljelampa och paraboliska speglar som förstärkte ljuset. På 1870-talet satte man i stället i en fotogenlampa. 1945 elektrifierades slutligen fyrplatsen, och den var bemannad fram till 1960-talet. Numera sitter ett mindre modernt fyrljus monterat utanför fyrens lanternin, som syns cirka 11 nautiska mil. 
År 1809 skedde en svår grundstötning med fartyget HMS Bellona utanför Djursten.

## Bilder

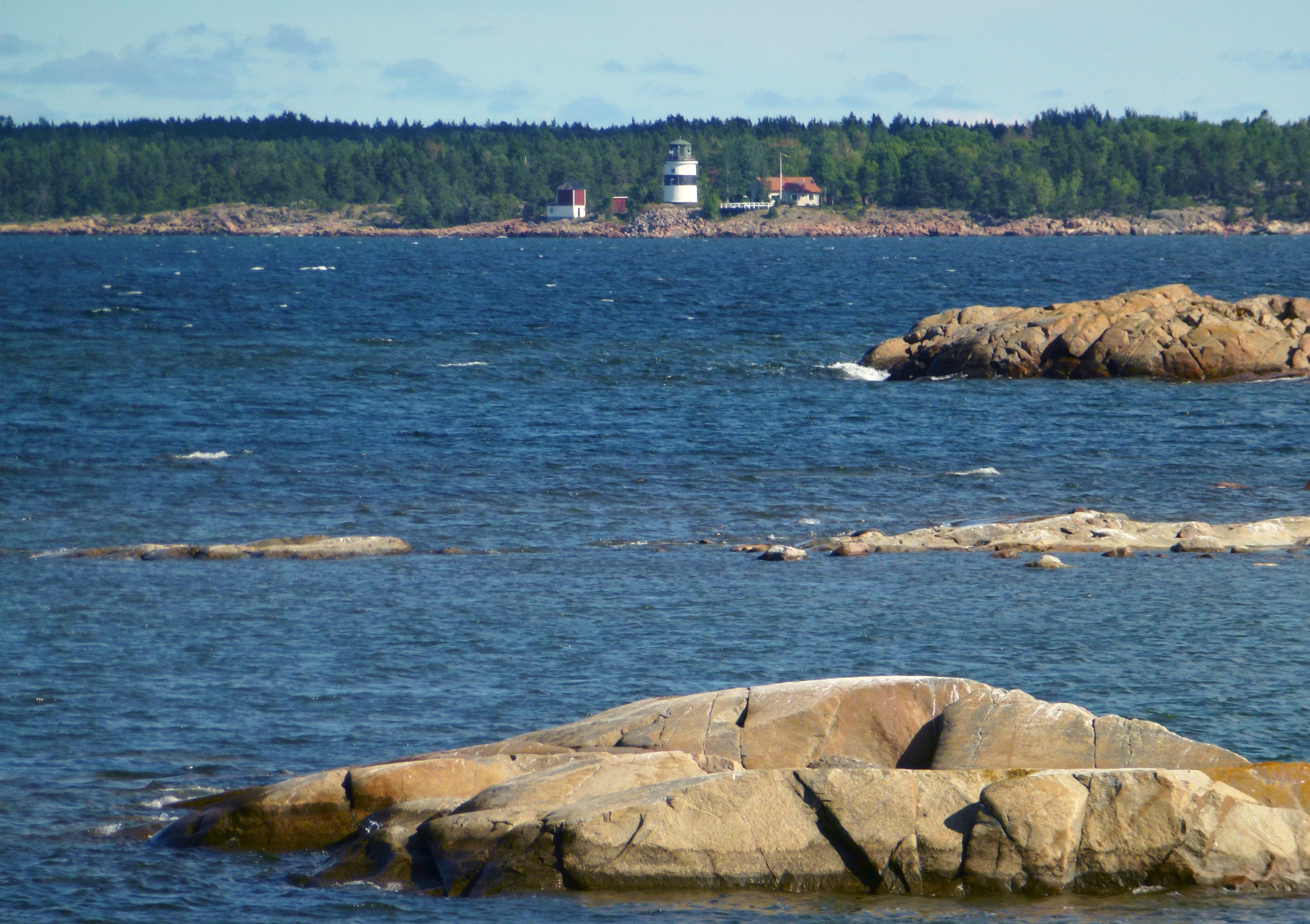
Öregrundsgrepen.
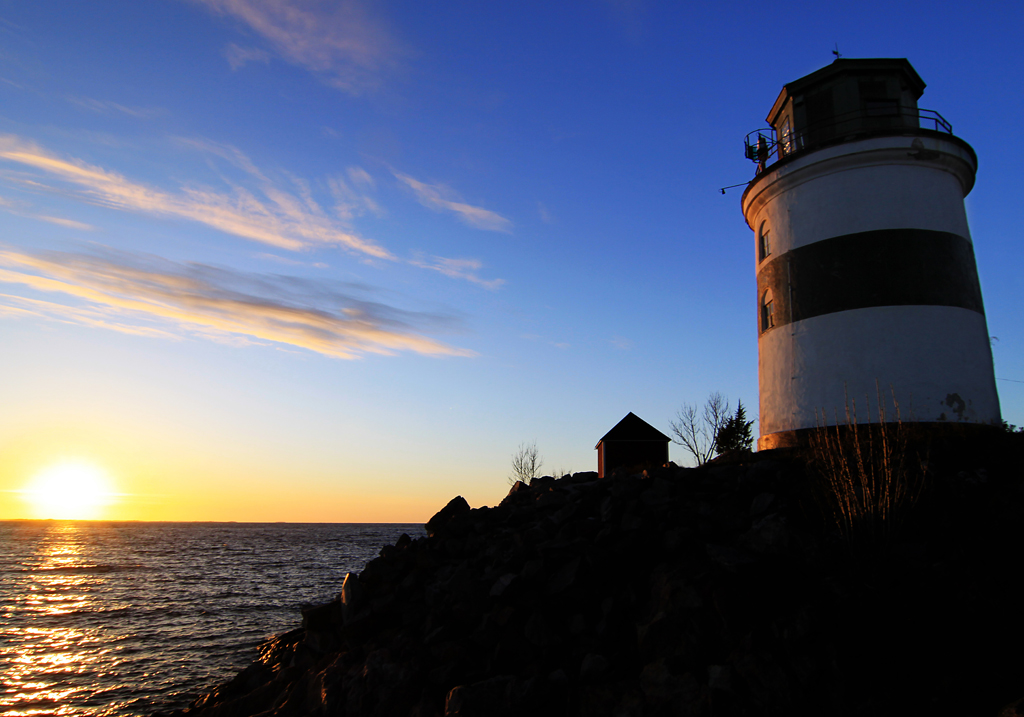
Fyren mot norr.
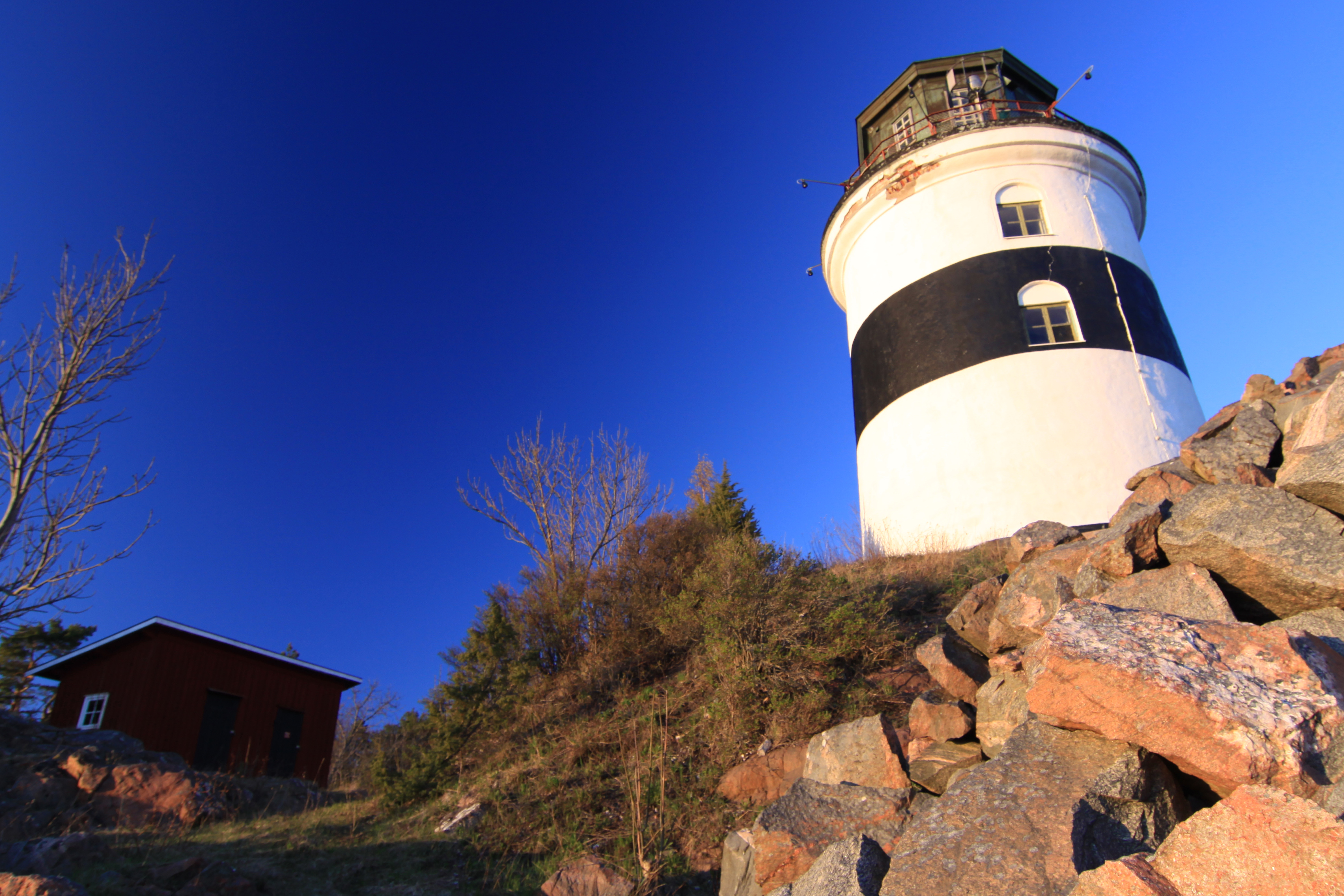
Fyren mot söder.